# El Clascar (Malla)
El Clascar és una muntanya de 643 metres que es troba al municipi de Malla, a la comarca d'Osona. S'hi troba el poblat ibèric del Clascar.